# Antirrhea philoctetes
Espèce
Antirrhea philoctetes est une espèce de lépidoptère de la famille des Nymphalidés et du genre Antirrhea.

## Dénomination
Antirrhea philoctetes a été décrit par Carl von Linné en 1758 sous le nom initial de Papilio philoctetes.

### Nom vernaculaire
Antirrhea philoctetes se nomme Common Brown Morpho en anglais et Antirrhea philoctetes tomasia Northern Antirrhea,. 

### Sous-espèces
- Antirrhea philoctetes philoctetes
- Antirrhea philoctetes avernus Hopffer, 1874; présent au Pérou, en Bolivie, au Surinam, en Guyana et en Guyane.
- Antirrhea philoctetes casta Bates, 1865; présent au Guatemala.
- Antirrhea philoctetes intermedia Salazar, Constantino & López, 1998; présent en Colombie et au Pérou.
- Antirrhea philoctetes lindigii C. & R. Felder, 1862; présent en Colombie.
- Antirrhea philoctetes murena Staudinger, [1886]; présent au Brésil.
- Antirrhea philoctetes philaretes C. & R. Felder, 1862; présent en Colombie.
- Antirrhea philoctetes theodori Fruhstorfer, 1907; présent au Brésil.
- Antirrhea philoctetes tomasia Butler, 1875; présent au Costa Rica et à Panama.
- Antirrhea philoctetes ulei Strand, 1912; présent au Venezuela.
- Antirrhea philoctetes ssp; présent au Venezuela[1].

## Description
Antirrhea philoctetes est un grand papillon d'une envergure d'environ 95 mm à 105 mm aux ailes antérieures à bord externe concave et aux ailes postérieures formant trois pointes en n3, n4 et n5. Le dessus est marron. Les ailes antérieures sont barrées d'un pointillé blanc allant du 1/3 externe du bord costal au bord interne. Les ailes postérieures sont ornées d'une ligne postdiscale de taches bleues ovales formant une bande.
Le revers est marron avec une ligne blanche dans l'aire postdiscale; elle s’élargit à l'aile postérieure en n6 et renferme un ocelles marron à noir.

## Biologie

### Plantes hôtes
La plante hôte de la chenille d' Antirrhea philoctetes lindigii est Geonoma longivaginata.

## Écologie et distribution
Antirrhea philoctetes est présent à Panama, au Costa Rica, au Guatemala, au Venezuela, en Colombie, en Équateur, en Bolivie, au Pérou, au Brésil, au Surinam, en Guyana et en Guyane.

### Biotope
Antirrhea philoctetes réside en forêt.

### Protection
Pas de statut de protection particulier